# Worldbeat (genre musical)
Pour les articles homonymes, voir Worldbeat.
Le worldbeat est un genre musical mêlant la pop ou le rock avec les musiques du monde ou la musique traditionnelle. Le worldbeat est similaire à d'autres étiquettes de pollinisation croisée de genres contemporains et roots, et qui suggèrent un contraste rythmique, harmonique ou textural entre ses éléments modernes et ethniques.

## Caractéristiques
Le worldbeat s'apparente à la fusion mondiale et à la fusion globale, qui se manifestent toutes deux par un mélange de traditions musicales non occidentales et de musique populaire occidentale. Ces genres musicaux particuliers peuvent également refléter un mélange de plusieurs saveurs « traditionnelles », produisant des expressions innovantes et hybrides de la musique du monde. Comme pour la plupart des catégories de genres chargées de « monde », le worldbeat n'est pas clairement défini, tout comme les nombreux sous-genres classiques des musiques du monde, tels que le gamelan ou le calypso. En général, la famille en expansion des sous-genres de musique ethnique sous l'égide de la musique du monde représente une terminologie intrinsèquement nébuleuse qui, selon la façon dont on interprète un hybride particulier de musique du monde, peut être interchangeable dans une large mesure. Le worldbeat définit un hybride de ce qui peut être répertorié sous le terme général de musiques du monde, même s'il se caractérise par un métissage important avec des éléments de musique pop occidentale.
Worldbeat, world fusion et global fusion sont des genres hybrides qui ont évolué dans le cadre des musiques du monde. Leur principale caractéristique est une fusion évidente entre la culture pop et la culture indigène, ce qui les rend souvent impossibles à distinguer les uns des autres. Les genres hybrides contemporains comportant des éléments de musique du monde prolifèrent naturellement en proportion de la mondialisation de la culture musicale. Dans les catalogues musicaux, les genres hybrides ne sont souvent associés qu'à la base de données « world », de sorte que la perception de ce qui peut définir la musique du monde a évolué pour inclure des influences pop. La question de savoir si tous les hybrides de pop et de musique traditionnelle présentant des influences ethniques importantes, comme le worldbeat, appartiennent à la catégorie des musiques du monde, n'est pas tranchée.

## Histoire
Au milieu des années 1980, le musicien éclectique Dan Del Santo anime une émission intitulée World Beat pour la station de radio KUT d'Austin, au Texas, qui a popularisé le terme,. À l'époque, des artistes grand public incorporaient des influences de musique du monde dans leur son et popularisaient le terme « world », notamment David Byrne, Peter Gabriel (qui a lancé en 1982 le célèbre festival WOMAD (World of Music Art and Dance), toujours en activité) et Paul Simon,. Au départ, les influences les plus importantes provenaient d'Afrique, d'Asie, d'Amérique du Sud (en particulier du Brésil), du Moyen-Orient et d'Amérique centrale, mais elles englobent désormais un éventail de plus en plus large de diversité ethnique. Il reste un sous-genre florissant de la musique populaire et de la musique du monde, tout en continuant à influencer de nouveaux artistes, en particulier ceux qui apparaissent sur la liste croissante des labels indépendants. Parmi les éléments folkloriques intégrés avec le plus de succès dans la worldbeat figurent la bossa nova, reggae, Afrobeat, mbaqanga, qawwalî, highlife, raï, râga, samba, flamenco et tango.